# Ramon Reig i Corominas
Ramon Reig i Corominas (Manila, 1903 - Figueres, 2 de desembre de 1963) fou un pintor i arquitecte català.

## Biografia
Va néixer casualment a Manila, però la seva família es va traslladar a Figueres quan tenia un any. Fou una persona polifacètica, ja que, a més de pintor, era catedràtic, arquitecte, acadèmic de diverses corporacions, escriptor i gran amant de la música. La seva fama és com a pintor especialitzat en aquarel·les de paisatge. La seva primera exposició fou a Figueres a l'edat de 15 anys.
Va estudiar amb el mestre Juan Nuñez a l'Escola Municipal de Dibuix de Figueres, compartint aula i lliçons amb Salvador Dalí i Marià Baig, i més tard es formà a l'Escola de la Llotja amb Fèlix Mestres. Va ser professor de dibuix a l'Institut d'Educació Secundària de Burgos i a Figueres, on va tenir d'alumnes, entre d'altres, a Evarist Vallès, Joan Sibecas i Bartomeu Massot.
L'any 1942 va obtenir el diploma de tercera classe de l'Exposición Nacional de Bellas Artes de Barcelona, on va participar amb l'obra El Canigó. L'any 1944 va obtenir el primer Premi Nacional d'Aquarel·la. A partir d'aquest moment l'èxit el va anar acompanyant. Les seves obres van ser seleccionades per representar l'estat espanyol en una exposició de pintura a Londres. Va ser un dels responsables de la creació del Museu de l'Empordà.